# Edward Schoeneck

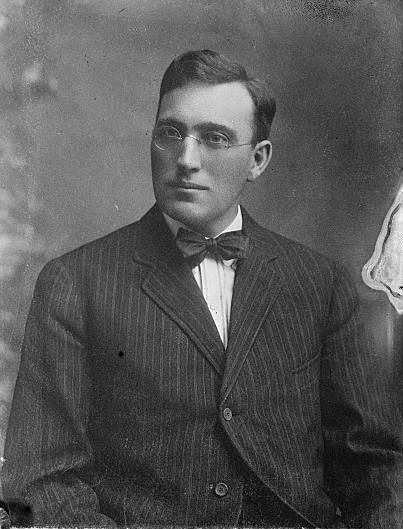
Edward Schoeneck (1910)

Edward Schoeneck (* 1. August 1875 in Syracuse, New York; † 22. Juni 1951 ebenda) war ein US-amerikanischer Rechtsanwalt und Politiker (Republikanische Partei).

## Werdegang
Edward Schoeneck war zwischen 1904 und 1907 Mitglied der New York State Assembly. Dann war er zwischen 1910 und 1913 Bürgermeister von Syracuse. Er kandidierte 1910 erfolglos um das Amt des Vizegouverneurs von New York. Erst bei den Gouverneurswahlen von 1914 wurde er als Running Mate von Charles S. Whitman zum Vizegouverneur von New York gewählt, allerdings bei seinem Wiederwahlversuch 1918 geschlagen. Dann nahm er 1933 an der verfassungsgebenden Versammlung von New York teil, die den 21. Zusatzartikel ratifizierte.